# لوكن ميتي
لوكن ميتي (بالإنجليزية: Loken Meitei)‏ هو لاعب كرة قدم هندي في مركز الوسط، ولد في 4 مايو 1997 في مانيبور في الهند. لعب مع Royal Wahingdoh FC ‏.

## وصلات خارجية
- لوكن ميتي على موقع Soccerway.com (الإنجليزية)